# Julião Sarmento
Julião Sarmento Manuel Tavares Sena (Lisboa, 4 de noviembre de 1948-Ibídem, 4 de mayo de 2021) fue un artista y pintor portugués.
Autor de una obra polifacética, Julião Sarmento inició su actividad en la década de 1970, adaptándose a las prácticas artísticas más avanzadas de ese período. En la década siguiente, se afirma como uno de los artistas plásticos portugueses con mayor proyección, a nivel nacional e internacional, exponiendo en galerías y museos de gran prestigio.

## Biografía
Asistió al curso de arquitectura en la Escola Superior de Belas Artes de Lisboa entre 1967 y 1974.
Su carrera artística comenzó en la década de 1970. Estaría marcado por influencias culturales predominantemente anglosajonas y una sintonía lúcida con las corrientes avanzadas del arte internacional. En 1977 participa en Alternativa Zero, exposición que marca "el primer balance de obras que en Portugal toma como referencia las actitudes conceptuales y afines".
En esta primera etapa, utiliza medios de expresión diversificados, "puestos a disposición de los artistas de la década por la revolución de los lenguajes técnicos y conceptuales". Lo vemos realizando pinturas, películas, collages de materiales heteroclíticos, montajes fotográficos o textos de puesta en escena donde pone en juego elementos que serán "imprescindibles para la caracterización de la totalidad de [su] discurso artístico". El 9 de junio de 1994 se le concedió el grado de Oficial de la Orden Militar de Santiago de la Espada. Es en esta etapa, más concretamente en 1997, cuando, en palabras del crítico de arte Alexandre Melo, su "pleno reconocimiento nacional se produce al representar a Portugal en la Bienal de Venecia".
Trabajando con galerías de renombre en Lisboa, Oporto, Londres, Berna, Madrid, Barcelona, Múnich, Turín, Bruselas, Nueva York, Beverly Hills, São Paulo o Nagoya, Julião Sarmento ha construido una sólida carrera internacional. Su obra ha sido objeto de revisiones globales en Witte de Witte (Róterdam, 1991), Museo Nacional Centro de Arte Reina Sofía (Madrid, 1992), Fundación Calouste Gulbenkian (Lisboa, 1993, 2000). En 2011, el Tate Modern de Londres, instaló un Artist Room con sus obras. En 2012-2013, el Museo Serralves de Oporto organizó Noches en Blanco, la retrospectiva más completa de su obra hasta la fecha, que en 2014 le valió el premio AICA.
El artista portugués contará a partir de 2025 con un espacio donde el público podrá apreciar su vasta obra. El Pabellón Julião Sarmento, bajo la dirección de Isabel Carlos, es fruto de un convenio de colaboración firmado entre EGEAC y la Asociación Julião Sarmento, con un presupuesto anual que deberá alcanzar el millón de euros. El acuerdo prevé la entrega de la colección de 1.261 obras de arte para depósito durante cinco años. El espacio, ubicado en la Avenida da Índia, en Belém, es propiedad del Ayuntamiento de Lisboa y tiene previstas obras de renovación que costarán 4,3 millones de euros.

## Obra
Sarmento utiliza dispositivos que van desde la apropiación de imágenes y citas literarias hasta la fragmentación de formas, poniéndolas al servicio de un discurso plástico donde las nociones de tiempo, deseo o pulsión erótica, son determinantes, creando vínculos que unen las sucesivas. fases de su trabajo: "Lo que hago hoy es parte de lo que hice ayer", dijo Sarmento en 1997, "y lo que hice hace veinte años, y lo que haré mañana".
Respecto a las obras de la década de 1970 (donde ya se enuncian algunos de los principios que generan su obra futura), João Pinharanda dice: "Si en algunas piezas la cuestión del Deseo es tan evidente que se abstrae [...] , en otras permanece oculto. En todos ellos, sin embargo, es axial. El tiempo, sin embargo, se revela claramente en todos ellos. […] Los montajes en bucle no evaden la temporalidad lineal radical del sonido y la imagen en movimiento porque son lo suficientemente compactos como para aparecernos como acciones rituales (es decir, infinitamente repetibles). Pero son, de hecho, las secuencias fotográficas […] o foto-textuales […] y las instalaciones […] las que mejor garantizan la convocatoria de esa dimensión”.
A principios de la década de 1980, Julião Sarmento siguió el cambio de paradigma, asociado a menudo al concepto de posmodernismo, que determina el "retorno a la pintura" (figurativo, con inclinación expresionista). Su pintura se convierte en un receptáculo de imágenes y formas de pintar heterogéneas. Gestionará "una referencia muy diversificada combinando citas populares y eruditas. […] El efecto que produce esta superposición se refiere principalmente a dos universos, el de la literatura y el del cine, que funcionan como ejes estructurantes de su obra. […] Sus pinturas confrontan fragmentos, imágenes de glamour y violencia, con la palabra que aparece como indicación o advertencia, explorando el imaginario del inconsciente y el carácter inquietante de lo intermitente en la representación”. Es en esta fase que participa en dos ediciones sucesivas de Documenta de Kassel (1982 y 1987), que tendrán un impacto significativo en su carrera internacional.
A partir de finales de los años 80, su pintura cambia, "se vuelve más sobrio y comedido, adoptando una purificación casi monástica. Es la época de las Pinturas Blancas, en la que predomina el dibujo en grafito sobre fondo blanco", donde los cuerpos casi se desmaterializan, muchas veces reduciéndose a fragmentos sugeridos por suaves curvas de nivel, y donde lo vemos centrado en la representación de lo femenino, que ahora se transporta "a un nuevo nivel de sutileza e insinuación".